# Firefly Aerospace
«Firefly Aerospace» — приватне американсько-українське аерокосмічне підприємство зі штаб-квартирою в Остіні (Техас, США), яке розробляє легкі ракети-носії для запуску вантажів у космос. Компанія є прихильником ідеї «Нового космосу» — руху в аерокосмічній промисловості зі збільшення доступності космосу за рахунок технічних інновацій, що мають зменшити вартість запусків і шляхом подолання адміністративних та логістичних обмежень, пов'язаних із залежністю від національних космічних установ.

## Історія
Компанія Firefly Space Systems (FSS) була заснована в січні 2014 року Томом Марк'юзіком, П. Дж. Кінгом, Майклом Блумом та маленькою групою інженерів за власний кошт. У листопаді того ж року підприємство перебралося з Гоуторна, що в Каліфорнії, до Сідар-Парку в Техасі.
Компанія має офіс та інженерні потужності в Остіні та в Гоуторні, а також купила 87 га землі для випробування двигунів та для виробничих потужностей у Бріггс, що за 80 км від Остіна.
У 2014 році підприємство придбало обладнання для виготовлення композитних баків та випробувало прототип такого баку у Космічному центрі Маршалла. Перше вогневе випробування двигуна FRE-R1 (Firefly Rocket Engine Research 1) відбулося 10 вересня 2015 року.
В жовтні 2016 року, після втрати підтримки головного інвестора, фірма була змушена відправити весь свій персонал у відпустку. Причиною відмови у фінансуванні могла стати судова тяжба між Virgin Galactic і Firefly. Том Марк'юзік, засновуючи фірму, вже мав досвід роботи в двигунобудуванні у компаніях хвилі «Нового космосу»: SpaceX, Virgin Galactic і Blue Origin. На думку Virgin, засновник Firefly використав деякі їхні розробки. Проте прямих доказів цього так і не знайшли. В результаті ситуації, що склалася, у квітні 2017 року компанія Firefly була змушена оголосити банкрутство.
Всі активи підприємства, а також патенти і ліцензійні угоди, викупив український підприємець Максим Поляков. На базі раніше заснованої ним компанії EOS Launcher та купленої Firefly Space Systems було створено Firefly Aerospace. Загальний обсяг інвестицій, вкладених Поляковим в FSS, склав $75 млн.
17 травня 2018 року компанія Firefly Aerospace відкрила в українському місті Дніпрі свій науково-дослідницький центр. У його штаті щонайменше 150 співробітників. Центр устатковано промисловими 3D-принтерами, призначеним для високоякісного друку металом та новітнім металообробним обладнанням. Також компанія має офіси у Вашингтоні та Токіо.
В 2018 році Firefly Aerospace отримала дозвіл ВПС США на використання стартового майданчика SLC-2W на авіабазі Ванденберга.
У листопаді 2018 року в рамках програми «Комерційні місячні вантажні послуги» (англ. Commercial Lunar Payload Services) NASA обрала Firefly Aerospace однією з компаній для виконання 10-річних контрактів на доставку вантажів із загальною вартістю за весь період у 2,6 мільярди доларів.
У 2019 році компанія Firefly Aerospace підписала договір про співпрацю з Aerojet Rocketdyne, колишнім підрозділом Boeing.
У листопаді 2019 року успішно пройшли випробування двигунів 1 і 2 ступенів. Команда готується до першого запуску ракети-носія «Альфа», який запланований на 2020 рік зі стартового майданчика SLC-2W авіабази Ванденберг.
У 2019 році Повітряні сили США обрали Firefly для участі в програмі Orbital Services Program-4 (OSP-4).
Наприкінці листопада 2021 року Максим Поляков отримав лист від Комітету з іноземних інвестицій у США (CFIUS) з вимогою до Полякова та його інвестиційної фірми Noosphere Venture Partners продати частку у Firefly (яка становила майже 50 %) з міркувань національної безпеки. Поляков заперечив наявність загроз для національної безпеки США, але погодився виконати вимогу. Noosphere Ventures оголосила, що найме інвестиційно-банківську фірму для здійснення продажу. Подальша доля R&D-центру Firefly в Україні поки невідома, ймовірно він буде закритий.
30 грудня 2021 року Уряд США ухвалив рішення про примусове відчуження компанії у Макса Полякова через його українське громадянство, що фактично її створив наново і залучив окрім інвестицій низку українських фахівців та технології, і поставив йому ультимативні умови в безальтернативний спосіб про обов'язковий продаж інноваційної компанії громадянину США.

## Показники

### Фінансові показники
В 2024 році оцінка компанії Firefly Aerospace сягнула $2 млрд після успішного залучення $175 млн у серії D.
7 серпня 2025 року Firefly Aerospace дебютувала на високотехнологічній біржі Nasdaq. У межах IPO компанія встановила ціну акції в розмірі $45, що перевищило очікуваний діапазон. Дебют Firefly Aerospace на Nasdaq відбувся під тикером «FLY». У результаті розміщення було залучено $868 млн. Відповідно, станом на серпень 2025 рік, вартість компанії оцінюється приблизно в $6,3 млрд.

## Ракети-носії

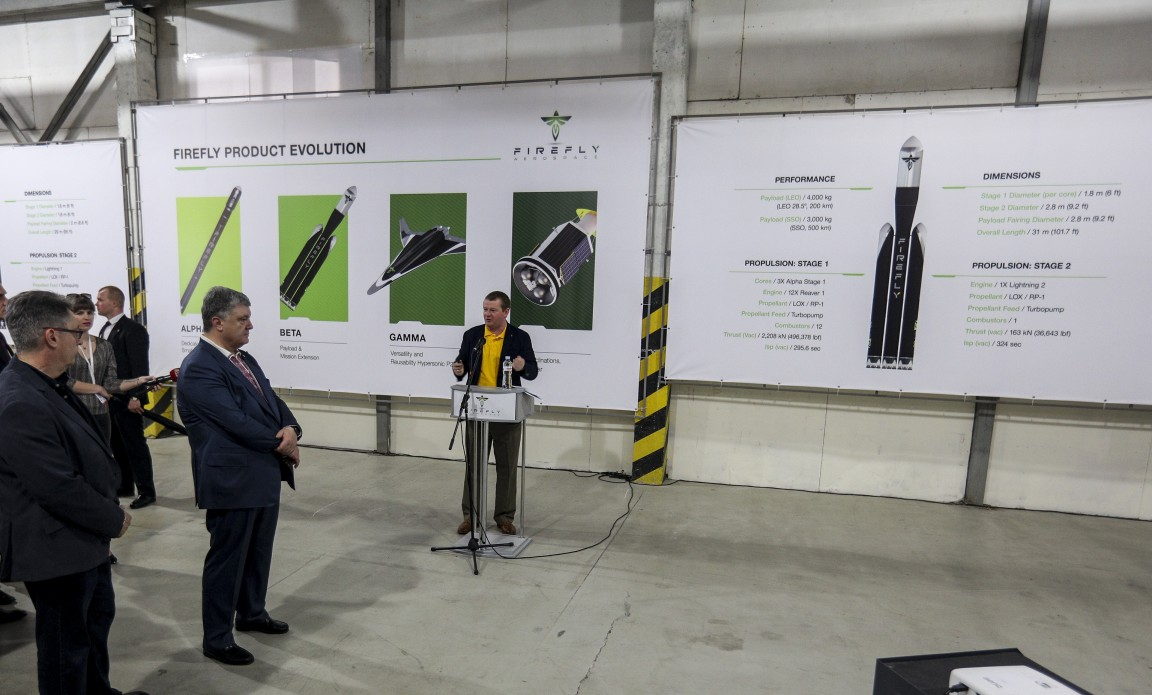
Максим Поляков та Президент України Петро Порошенко на відкритті науково-дослідницького центру. На плакаті зображені моделі «Альфа», «Бета» та «Гамма».

### Firefly α
Киснево-гасова ракета Firefly α розроблена для запуску малих супутників. Вона здатна виводити до 1 т на низьку навколоземну орбіту, 500 кг на високу та до 600 кг — на геліосинхронну.  Перший запуск двоступеневої ракети Alpha заплановано на кінець жовтня або початок листопада 2020 року
3 вересня 2021 року компанія запустила ракету Alpha з бази Ванденберг Космічних сил США в Каліфорнії. Ракета вибухнула через кілька хвилин після старту. Згідно заяви Firefly Aerospace ракету було підірвано через втрату керованості. У компанії заявили, що розслідують інцидент. За попередньою версією на 15 секунді польоту відмовив один двигун, до нього перестало подаватися пальне. Через це на надзвуковій швидкості ракета втратила керованість і її вирішили підірвати.
На підготовку до цього запуску ракети Firefly Aerospace залучила $75 млн.

### Firefly β
Модель «Бета» є подальшим розвитком моделі «Альфа». Це 2,5-ступенева ракета-носій, здатна підняти 4 т на низьку навколоземну орбіту, а також вивести корисний вантаж до 3 т на геоперехідну орбіту.
У конструкції ракети використовуються карбонові композитні баки та рідинні двигуни LOx/RP-1.
Планується зробити «Бету» ракетою багаторазового використання.

### Firefly γ
«Гамма» буде ракетопланом.

## Космічні апарати

### Blue Ghost
Blue Ghost — місячний посадковий модуль, спроектований ізраїльською компанією Israel Aerospace Industries. Названий на честь жука-світляка Phausis reticulata. Будучи його виготівником та оператором, Firefly отримала від НАСА $93,3 млн. за доставку на поверхню Місяця десяти наукових приладів, задіяних у програмі Артеміда. Запуск заплановано на 15 січня 2025 року. Ракетою-носієм обрано Falcon 9 компанії SpaceX. Місце посадки — Море Криз. Апарат розрахований на завантаженість у 150 кг, а вже обрані прилади важитимуть 94 кг, тому компанія шукає додаткових клієнтів.
Перелік наукових приладів:
- Regolith Adherence Characterization (RAC) — інструмент, що буде зібраний із компонентів, виготовлених за допомогою установки MISSE (зараз знаходиться на МКС). Він допоможе визначити, як місячний реголіт пристає до певних матеріалів, що піддаються впливу навколишнього середовища Місяця під час спуску та посадки.
- Next Generation Lunar Retroreflectors (NGLR) — катафот для точного вимірювання відстані між Землею і Місяцем (слугуватиме мішенню для земних лазерів). Також збиратиме дані, необхідні для розуміння деяких характеристик місячних надр і вирішення питань, пов'язаних із фундаментальними фізичними взаємодіями.
- Lunar Environment Heliospheric X-ray Imager (LEXI) — рентгенівський сканер для відстеження взаємодії магнітосфери Землі з потоком заряджених частинок від Сонця — так званим сонячним вітром.
- Reconfigurable, Radiation Tolerant Computer System (RadPC) — експериментальна система для перевірки радіаційної стійкості електроніки, позаяк на Місяці немає атмосфери і магнітного поля, що могли б стати захистом.
- Lunar Magnetotelluric Sounder (LMS) — розроблений для вивчення структури і складу мантії Місяця. Прилад використовуватиме запасний магнітометр, створений для марсіанського зонда MAVEN.
- Lunar Instrumentation for Subsurface Thermal Exploration with Rapidity (LISTER) — апарат для вимірювання теплових потоків із місячних надр. Зонд повинен заглибитися в реголіт на 2-3 м, щоб дослідити теплові властивості Місяця на різних глибинах.
- Lunar PlanetVac (LPV) — прилад для забору зразків місячного ґрунту з поверхні. Отриманий матеріал має бути переданий іншому інструменту для аналізу на місці, або поміщений у контейнер для подальшої відправки на Землю.
- Stereo CAmeras for Lunar Plume Surface Studies (SCALPSS 1.1) — набір камер для зйомки відео і статичних кадрів області під посадковим модулем у момент досягнення поверхні. Камери з великою фокусною відстанню здійснять топографію місцевості і перевірять поверхню перед посадкою на предмет небезпечних ділянок. Отримані результати допоможуть вивчити фізику процесів, що відбуваються під час контакту викинутих двигуном частинок із реголітом і зміщення пилу, гравію і гірських порід. А це дасть змогу розробити методику посадки майбутніх пілотованих кораблів на Місяць, або інші небесні тіла, не піднімаючи багато пилу.
- Electrodynamic Dust Shield (EDS) — пилозахисний екран, принцип роботи якого заснований на електромагнетизмі. Він генеруватиме неоднорідне електричне поле шляхом подачі змінного струму високої напруги на кілька електродів. У майбутньому таке поле зможе використовуватися у теплових радіаторах, тканинах скафандрів, козирках, лінзах камер, сонячних панелях і багатьох інших технологіях.
- Lunar GNSS Receiver Experiment (LuGRE) — система навігації на базі GPS. У разі успіху, стане першою системою, яка приймає сигнали GPS на місячних відстанях.

## Місії

### Victus Nox
Firefly Aerospace і Millennium в 2022 році були обрані для місії Victus Nox. Попередня космічна місія була запущена на Pegasus компанії Northrop Grumman у червні 2021 року. 30 серпня 2023 року, компанії Firefly Aerospace і Millennium оголосили, що перебувають у «гарячому режимі», очікуючи сповіщення від Космічних сил США. Після отримання попередження у компаній було 60-годинне вікно для транспортування корисного вантажу до місця запуску Firefly у Ванденбергу, проведення операцій із заправки паливом та інтеграції його з адаптером корисного навантаження ракети Alpha.
Місія Space Force, ще відома, як Victus Nox, здійснила політ за допомогою ракети-носія Firefly Alpha. “Після активації космічний корабель був транспортований на 165 миль від об’єкта Millennium в Ель-Сегундо до бази космічних сил Ванденберг, де він був випробуваний, заправлений паливом і підключений до стартового адаптера трохи менше ніж за 58 годин, що значно швидше, ніж типовий графік тижнів або місяців”, – заявило Командування космічних сил США  (USSF). Після того, як Космічні сили надали Firefly останній виклик щодо запуску та параметрів орбіти, у компанії було 24 години, щоб оновити траєкторію, інкапсулювати корисний вантаж, транспортувати його на майданчик і бути готовим до запуску в першому доступному вікні. «Старт відбувся в перше доступне вікно запуску, через 27 годин після отримання наказів на запуск, встановивши новий рекорд швидкого космічного запуску», — сказав генерал-лейтенант Майкл Гетлейн, командувач Космічних сил США (USSF). «Ці навчання є частиною наскрізної демонстрації космічного тактичного реагування, яка доводить, що Космічні сили Сполучених Штатів можуть швидко інтегрувати можливості та реагувати на агресію, коли це буде викликано в тактично відповідні терміни», — сказав Гетлейн.
14 вересня 2023 року, Космічні сили США оголосили, що компанія Firefly Aerospace успішно запустила невеликий супутник «Millennium Space» — місію, розроблену для демонстрації можливостей запуску в набагато коротший термін, ніж зазвичай для місій національної безпеки. Командування космічних сил в своєму прес-релізі повідомило, що запуск космічного корабля було здійснено о 19:28 (за Тихим океаном) з космічного стартового комплексу 2 West бази космічних сил Ванденберг, Каліфорнія (США). На запит уряду, Firefly Alpha не транслював запуск у прямому ефірі.
Victus Nox став третім запуском Firefly. У рамках цієї місії компанія заявила, що політ відбувався штатно на всіх етапах, включаючи MECO (вимкнення двигуна першого ступеня), відокремлення першого ступеня та інші. Ракета успішно вивела на орбіту супутник «Millennium Space». Це й була основна мета місії: перевірити можливість USSF швидко вивести на орбіту супутник у разі загрози національній безпеці.